# Dai sankyo
Dai sankyo (em japonês:  第 三教, Dai sankyō, terceiro princípio/ensinamento) é o terceiro dos cinco grupos de técnicas de nage waza do judô (gokyo). Neste grupo estão inseridas as seguintes técnicas:
- Ko-soto-gake
- Tsuri-goshi
- Yoko-otoshi
- Ashi-guruma
- Hane-goshi
- Harai-tsurikomi-ashi
- Tomoe-nage
- Kata-guruma